# Ljubanci
Ljubanci (en macédonien Љубанци) est un village situé à Butel, une des dix communes spéciales qui constituent la ville de Skopje, capitale de la Macédoine du Nord. Le village comptait 928 habitants en 2002. Il se trouve à 18 km au nord de l'agglomération de Skopje, sur le versant sud de la Skopska Crna Gora. Il est réputé pour ses vieilles maisons traditionnelles.

## Démographie
Lors du recensement de 2002, le village comptait :
- Macédoniens : 912
- Roms : 9
- Serbes : 6
- Autres : 1